# Graffenrieda weddellii
Graffenrieda weddellii är en tvåhjärtbladig växtart som beskrevs av Charles Victor Naudin. Graffenrieda weddellii ingår i släktet Graffenrieda och familjen Melastomataceae. Inga underarter finns listade i Catalogue of Life.